# 본터스/판 클라베런 그룹
본터스/판 클라베런 그룹(네덜란드어: Groep Bontes/Van Klaveren, VNL)은 2014년에 설립된 네덜란드의 자유보수주의 정당이다.